# Listă de senatori ai Senatului Statelor Unite ale Americii din statul Arizona
Statul Arizona a fost admis în Uniune în ziua de 14 februarie 1912.  De atunci a avut un număr de doar 11 senatori, dintre care 6 de Clasa 1 și 5 de Clasa 3. 
| Senator             | Partid politic | Din anul | Până în anul |
| ------------------- | -------------- | -------- | ------------ |
| Henry F. Ashurst    | Democrat       | 1912     | 1941         |
| Ernest W. McFarland | Democrat       | 1941     | 1953         |
| Barry Goldwater     | Republican     | 1953     | 1965         |
| Paul J. Fannin      | Republican     | 1965     | 1977         |
| Dennis DeConcini    | Democrat       | 1977     | 1995         |
| Jon Kyl             | Republican     | 1995     | Prezent      |

| Senator            | Partid politic | Din anul | Până în anul |
| ------------------ | -------------- | -------- | ------------ |
| Marcus A. Smith    | Democrat       | 1912     | 1921         |
| Ralph H. Cameron   | Republican     | 1921     | 1927         |
| Carl T. Hayden     | Democrat       | 1927     | 1969         |
| Barry Goldwater    | Republican     | 1969     | 1987         |
| John S. McCain III | Republican     | 1987     | Prezent      |